# Vuosjärvi
Le lac Vuosjärvi (finnois : Vuosjärvi) est un lac situé dans les communes de  Kannonkoski et de Viitasaari en Finlande,.

## Présentation
L'eau s'écoule du lac Kivijärvi à travers la centrale électrique de Hilmo et l'eau continue jusqu'aux rapides Huopanankoski.
Près de la centrale électrique, il y a aussi les rapides de Hilmonjoki.